# Agrostis atlantica
Agrostis atlantica là một loài thực vật có hoa trong họ Hòa thảo. Loài này được Maire & Trab. mô tả khoa học đầu tiên năm 1924.